# Hoa Kỳ không kích Iraq và Syria tháng 12 năm 2019
Vào ngày 29 tháng 12 năm 2019, Hoa Kỳ đã tiến hành các cuộc không kích tấn công các vị trí của Kata'ib Hezbollah ở Iraq và Syria, tường thuật cho biết đã giết chết ít nhất 25 dân quân và làm bị thương thêm 55 người nữa. Bộ Quốc phòng Mỹ cho biết chiến dịch này nhằm trả đũa các cuộc tấn công liên tiếp vào các căn cứ quân sự của Iraq có lực lượng liên quân Chiến dịch Quyết tâm (OIR) đóng quân, đặc biệt là cuộc tấn công vào ngày 27 tháng 12 năm 2019 vào căn cứ không quân Kirkuk khiến một nhà thầu dân sự Mỹ thiệt mạng. Các cuộc không kích là cuộc tấn công lớn nhất loại này của quân đội Mỹ vào lực lượng dân quân Iraq trong nhiều năm.  
Kata'ib Hizbollah, một nhóm dân quân Hồi giáo Shi'ite có liên kết với Iran, đã phủ nhận trách nhiệm về các vụ tấn công. Các cuộc không kích đơn phương của Hoa Kỳ đã bị chính phủ Iraq, Lực lượng Vũ trang Iraq và Iran lên án, đưa tới việc là Đại sứ quán Mỹ ở Baghdad bị lực lượng dân quân PMU và những người ủng hộ của họ tấn công vào ngày 31 tháng 12 năm 2019.